# Face off (ishockey)
 For alternative betydninger, se Face off. (Se også artikler, som begynder med Face off)
Face off eller faceoff er den måde som en ishockeykamp sættes i gang på.
Når kampen starter og efter stop i spillet sættes spillet i gang igen ved at de to centre stiller sig overfor hinanden som det ses på billedet. De øvrige spillere skal indtage en position udenfor face off-cirklen. Dommeren vil så kaste pucken hårdt ned i isen på den røde face off-plet og derved er kampen i gang.
Såfremt face off'et sker et sted på banen hvor der ikke er en fysisk face off cirkel gælder der stadig en imaginær cirkel som de øvrige spillere skal holde sig udenfor indtil dommeren slipper pucken.
De spillere der tager face off'et vil typisk forsøge at rage pucken bagud til en af holdets backer og på den måde få kontrol over pucken.